# ATP-seizoen 2016
Het ATP-seizoen in 2016 bestond uit de internationale tennistoernooien, die door de ATP en ITF werden georganiseerd in het kalenderjaar 2016.
Het speelschema omvatte:
- 62 ATP-toernooien, bestaande uit de categorieën:
  - ATP World Tour Masters 1000: 9
  - ATP World Tour 500: 13
  - ATP World Tour 250: 39
  - ATP World Tour Finals: eindejaarstoernooi voor de 8 beste tennissers/dubbelteams.
- 7 ITF-toernooien, bestaande uit de:
  - 4 grandslamtoernooien;
  - Olympische Spelen in Rio de Janeiro, geen ATP-punten;
  - Davis Cup: landenteamtoernooi, geen ATP-punten;
  - Hopman Cup: landenteamtoernooi voor gemengde tenniskoppels, geen ATP-punten.

## Speelschema

### Legenda
| Grand Slams                 |
| Olympische Spelen           |
| ATP World Tour Finals       |
| ATP World Tour Masters 1000 |
| ATP World Tour 500          |
| ATP World Tour 250          |
| Toernooien voor teams       |

Codering
De codering voor het aantal deelnemers.
128S/128Q/64D/32X
- 128 deelnemers aan hoofdtoernooi (S)
- 128 aan het kwalificatietoernooi (Q)
- 64 koppels in het dubbelspel (D)
- 32 koppels in het gemengd dubbelspel (X)

Alle toernooien worden in principe buiten gespeeld, tenzij anders vermeld.
RR = groepswedstrijden, (i) = indoor

### Januari
| Toernooistart         | Toernooi | Winnaar(s)                                   | Finalist(en)                                  | Uitslag finale       | Details |
| --------------------- | --- | -------------------------------------------- | --------------------------------------------- | -------------------- | ------- |
| 3 januari             | Hyundai Hopman Cup Perth, Australië ITF gemengd teamcompetitie AU$ 1.000.000 - hardcourt (i) - 8 teams                 | Australië Green Nick Kyrgios Darja Gavrilova | Oekraïne Oleksandr Dolgopolov Elina Svitolina | 2-0                  | Details |
| 4 januari             | Brisbane International presented by Suncorp Brisbane, Australië ATP World Tour 250 $ 404.780 - hardcourt - 28S/32Q/16D | Milos Raonic                                 | Roger Federer                                 | 6-4, 6-4             | Details |
| 4 januari             | Brisbane International presented by Suncorp Brisbane, Australië ATP World Tour 250 $ 404.780 - hardcourt - 28S/32Q/16D | Henri Kontinen John Peers                    | James Duckworth Chris Guccione                | 7-6(4), 6-1          | Details |
| 4 januari             | Aircel Chennai Open Chennai, India ATP World Tour 250 $ 425.535 - hardcourt - 28S/32Q/16D                              | Stanislas Wawrinka                           | Borna Ćorić                                   | 6-3, 7-5             | Details |
| 4 januari             | Aircel Chennai Open Chennai, India ATP World Tour 250 $ 425.535 - hardcourt - 28S/32Q/16D                              | Olivier Marach Fabrice Martin                | Austin Krajicek Benoît Paire                  | 6-3, 7-5             | Details |
| 4 januari             | Qatar ExxonMobil Open Doha, Qatar ATP World Tour 250 $ 1.189.605 - hardcourt - 32S/32Q/16D                             | Novak Đoković                                | Rafael Nadal                                  | 6-2, 6-1             | Details |
| 4 januari             | Qatar ExxonMobil Open Doha, Qatar ATP World Tour 250 $ 1.189.605 - hardcourt - 32S/32Q/16D                             | Feliciano López Marc López                   | Philipp Petzschner Alexander Peya             | 6-4, 6-3             | Details |
| 11 januari            | Apia International Sydney Sydney, Australië ATP World Tour 250 $ 404.780 - hardcourt - 28S/32Q/16D                     | Viktor Troicki                               | Grigor Dimitrov                               | 2-6, 6-1, 7-6(7)     | Details |
| 11 januari            | Apia International Sydney Sydney, Australië ATP World Tour 250 $ 404.780 - hardcourt - 28S/32Q/16D                     | Jamie Murray Bruno Soares                    | Rohan Bopanna Florin Mergea                   | 6-3, 7-6(6)          | Details |
| 11 januari            | ASB Classic Auckland, Nieuw-Zeeland ATP World Tour 250 $ 463.520 - hardcourt - 28S/32Q/16D                             | Roberto Bautista Agut                        | Jack Sock                                     | 6-1, 1-0 opgave Sock | Details |
| 11 januari            | ASB Classic Auckland, Nieuw-Zeeland ATP World Tour 250 $ 463.520 - hardcourt - 28S/32Q/16D                             | Mate Pavić Michael Venus                     | Eric Butorac Scott Lipsky                     | 7-5, 6-4             | Details |
| 18 januari 25 januari | Australian Open Melbourne, Australië Grand Slam AU$ 19.703.000 - hardcourt 128S/128Q/64D/32X                           | Novak Đoković                                | Andy Murray                                   | 6-1, 7-5, 7-6(3)     | Details |
| 18 januari 25 januari | Australian Open Melbourne, Australië Grand Slam AU$ 19.703.000 - hardcourt 128S/128Q/64D/32X                           | Jamie Murray Bruno Soares                    | Daniel Nestor Radek Štěpánek                  | 2-6, 6-4, 7-5        | Details |
| 18 januari 25 januari | Australian Open Melbourne, Australië Grand Slam AU$ 19.703.000 - hardcourt 128S/128Q/64D/32X                           | Jelena Vesnina Bruno Soares                  | Coco Vandeweghe Horia Tecău                   | 6-4, 4-6, [10-5]     | Details |

### Februari
| Toernooistart | Toernooi | Winnaar(s)                                | Finalist(en)                         | Uitslag finale      | Details |
| ------------- | --- | ----------------------------------------- | ------------------------------------ | ------------------- | ------- |
| 1 februari    | Open Sud de France Montpellier, Frankrijk ATP World Tour 250 € 463.520 - hardcourt (i) - 28S/32Q/16D                              | Richard Gasquet                           | Paul-Henri Mathieu                   | 7-5, 6-4            | Details |
| 1 februari    | Open Sud de France Montpellier, Frankrijk ATP World Tour 250 € 463.520 - hardcourt (i) - 28S/32Q/16D                              | Mate Pavić Michael Venus                  | Alexander Zverev Mischa Zverev       | 7-5, 7-6(4)         | Details |
| 1 februari    | Garanti Koza Sofia Open Sofia, Bulgarije ATP World Tour 250 € 463.520 - hardcourt (i) - 28S/32Q/16D                               | Roberto Bautista Agut                     | Viktor Troicki                       | 6-3, 6-4            | Details |
| 1 februari    | Garanti Koza Sofia Open Sofia, Bulgarije ATP World Tour 250 € 463.520 - hardcourt (i) - 28S/32Q/16D                               | Wesley Koolhof Matwé Middelkoop           | Philipp Oswald Adil Shamasdin        | 5-7, 7-6(9), [10-6] | Details |
| 1 februari    | Ecuador Open Quito Quito, Ecuador ATP World Tour 250 $ 463.520 - gravel - 28S/32Q/16D                                             | Víctor Estrella Burgos                    | Thomaz Bellucci                      | 4-6, 7-5(5), 6-2    | Details |
| 1 februari    | Ecuador Open Quito Quito, Ecuador ATP World Tour 250 $ 463.520 - gravel - 28S/32Q/16D                                             | Pablo Carreño Busta Guillermo Durán       | Thomaz Bellucci Marcelo Demoliner    | 7-5, 6-4            | Details |
| 8 februari    | ABN AMRO World Tennis Tournament Rotterdam, Nederland ATP World Tour 500 €1.597.155 - hardcourt (i) - 32S/32Q/16D                 | Martin Kližan                             | G Monfils                            | 6-7(1), 6-3, 6-1    | Details |
| 8 februari    | ABN AMRO World Tennis Tournament Rotterdam, Nederland ATP World Tour 500 €1.597.155 - hardcourt (i) - 32S/32Q/16D                 | Nicolas Mahut Vasek Pospisil              | Philipp Petzschner Alexander Peya    | 7-6(2), 6-4         | Details |
| 8 februari    | Memphis Open Memphis, Verenigde Staten ATP World Tour 250 $ 618.030 - hardcourt (i) - 28S/32Q/16D                                 | Kei Nishikori                             | Taylor Fritz                         | 6-4, 6-4            | Details |
| 8 februari    | Memphis Open Memphis, Verenigde Staten ATP World Tour 250 $ 618.030 - hardcourt (i) - 28S/32Q/16D                                 | Mariusz Fyrstenberg Santiago González     | Steve Johnson Sam Querrey            | 6-4, 6-4            | Details |
| 8 februari    | Argentina Open Buenos Aires, Argentinië ATP World Tour 250 $ 523.470 - gravel - 28S/32Q/16D                                       | Dominic Thiem                             | Nicolás Almagro                      | 7-6(2), 3-6, 7-6(4) | Details |
| 8 februari    | Argentina Open Buenos Aires, Argentinië ATP World Tour 250 $ 523.470 - gravel - 28S/32Q/16D                                       | Juan Sebastián Cabal Robert Farah Maksoud | Iñigo Cervantes Huegun Paolo Lorenzi | 6-3, 6-0            | Details |
| 15 februari   | Rio Open presented by Claro Rio de Janeiro, Brazilië ATP World Tour 500 $ 1.333.085 - gravel - 32S/32Q/16D                        | Pablo Cuevas                              | Guido Pella                          | 6-4, 6-7(5), 6-4    | Details |
| 15 februari   | Rio Open presented by Claro Rio de Janeiro, Brazilië ATP World Tour 500 $ 1.333.085 - gravel - 32S/32Q/16D                        | Juan Sebastián Cabal Robert Farah Maksoud | Pablo Carreño Busta David Marrero    | 7-6(5), 6-1         | Details |
| 15 februari   | Delray Beach Open Delray Beach, Verenigde Staten ATP World Tour 250 $ 514.065 - hardcourt - 32S/32Q/16D                           | Sam Querrey                               | Rajeev Ram                           | 6-4, 7-6(6)         | Details |
| 15 februari   | Delray Beach Open Delray Beach, Verenigde Staten ATP World Tour 250 $ 514.065 - hardcourt - 32S/32Q/16D                           | Oliver Marach Fabrice Martin              | Bob Bryan Mike Bryan                 | 3-6, 7-6(7) [13-11] | Details |
| 15 februari   | Open 13 Marseille, Frankrijk ATP World Tour 250 € 596.790 - hardcourt (i) - 28S/32Q/16D                                           | Nick Kyrgios                              | Marin Čilić                          | 6-2, 7-6(3)         | Details |
| 15 februari   | Open 13 Marseille, Frankrijk ATP World Tour 250 € 596.790 - hardcourt (i) - 28S/32Q/16D                                           | Mate Pavić Michael Venus                  | Jonathan Erlich Colin Fleming        | 6-2, 6-3            | Details |
| 22 februari   | Dubai Duty Free Tennis Championships Dubai, Verenigde Arabische Emiraten ATP World Tour 500 $ 2.249.215 - hardcourt - 32S/32Q/16D | Stanislas Wawrinka                        | Marcos Baghdatis                     | 6-4, 7-6(13)        | Details |
| 22 februari   | Dubai Duty Free Tennis Championships Dubai, Verenigde Arabische Emiraten ATP World Tour 500 $ 2.249.215 - hardcourt - 32S/32Q/16D | Simone Bolelli Andreas Seppi              | Feliciano López Marc López           | 6-2, 3-6, [14-12]   | Details |
| 22 februari   | Brasil Open São Paulo, Brazilië ATP World Tour 250 $ 436.220 - gravel (i) - 28S/32Q/16D                                           | Pablo Cuevas                              | Pablo Carreño Busta                  | 7-6(4), 6-3         | Details |
| 22 februari   | Brasil Open São Paulo, Brazilië ATP World Tour 250 $ 436.220 - gravel (i) - 28S/32Q/16D                                           | Julio Peralta Horacio Zeballos            | Pablo Carreño Busta David Marrero    | 4-6, 6-1, [10-5]    | Details |
| 22 februari   | Abierto Mexicano Telcel Acapulco, Mexico ATP World Tour 500 $ 1.413.600 - hardcourt - 32S/32Q/16D                                 | Dominic Thiem                             | Bernard Tomic                        | 7-6(6), 4-6, 6-3    | Details |
| 22 februari   | Abierto Mexicano Telcel Acapulco, Mexico ATP World Tour 500 $ 1.413.600 - hardcourt - 32S/32Q/16D                                 | Treat Huey Maks Mirni                     | Philipp Petzschner Alexander Peya    | 7-6(5), 6-3         | Details |
| 29 februari   | Davis Cup (1e ronde) |                                           |                                      |                     | Details |

### Maart
| Toernooistart     | Toernooi | Winnaar(s)                          | Finalist(en)             | Uitslag finale   | Details |
| ----------------- | --- | ----------------------------------- | ------------------------ | ---------------- | ------- |
| 7 maart 14 maart  | BNP Paribas Open Indian Wells, Verenigde Staten ATP World Tour Masters 1000 $ 6.134.605 - hardcourt - 96S/48Q/32D      | Novak Đoković                       | Milos Raonic             | 6-2, 6-0         | Details |
| 7 maart 14 maart  | BNP Paribas Open Indian Wells, Verenigde Staten ATP World Tour Masters 1000 $ 6.134.605 - hardcourt - 96S/48Q/32D      | Pierre-Hugues Herbert Nicolas Mahut | Vasek Pospisil Jack Sock | 6-3, 7-6(5)      | Details |
| 21 maart 28 maart | Miami Open presented by Itaú Miami, Verenigde Staten ATP World Tour Masters 1000 $ 6.134.605 - hardcourt - 96S/48Q/32D | Novak Đoković                       | Kei Nishikori            | 6-3, 6-3         | Details |
| 21 maart 28 maart | Miami Open presented by Itaú Miami, Verenigde Staten ATP World Tour Masters 1000 $ 6.134.605 - hardcourt - 96S/48Q/32D | Pierre-Hugues Herbert Nicolas Mahut | Raven Klaasen Rajeev Ram | 5-7, 6-1, [10–7] | Details |

### April
| Toernooistart | Toernooi | Winnaar(s)                          | Finalist(en)                              | Uitslag finale   | Details |
| ------------- | --- | ----------------------------------- | ----------------------------------------- | ---------------- | ------- |
| 4 april       | Grand Prix Hassan II Marrakesh, Marokko ATP World Tour 250 € 463.520 - gravel - 28S/32Q/16D                                                        | Federico Delbonis                   | Borna Ćorić                               | 6-2, 6-4         | Details |
| 4 april       | Grand Prix Hassan II Marrakesh, Marokko ATP World Tour 250 € 463.520 - gravel - 28S/32Q/16D                                                        | Guillermo Durán Máximo González     | Marin Draganja Aisam-ul-Haq Qureshi       | 6-2, 3-6, [10-6] | Details |
| 4 april       | Fayez Sarofim & Co. US Men's Clay Court Championship Houston, Verenigde Staten ATP World Tour 250 $ 515.025 - gravel (kastanjebruin) - 28S/32Q/16D | Juan Mónaco                         | Jack Sock                                 | 3-6, 6-3, 7-5    | Details |
| 4 april       | Fayez Sarofim & Co. US Men's Clay Court Championship Houston, Verenigde Staten ATP World Tour 250 $ 515.025 - gravel (kastanjebruin) - 28S/32Q/16D | Bob Bryan Mike Bryan                | Víctor Estrella Burgos Santiago González  | 4-6, 6-3, [10-6] | Details |
| 11 april      | Monte-Carlo Rolex Masters Monte Carlo, Monaco ATP World Tour Masters 1000 € 3.748.925 - gravel - 56S/28Q/24D                                       | Rafael Nadal                        | Gaël Monfils                              | 7-5, 5-7, 6-0    | Details |
| 11 april      | Monte-Carlo Rolex Masters Monte Carlo, Monaco ATP World Tour Masters 1000 € 3.748.925 - gravel - 56S/28Q/24D                                       | Pierre-Hugues Herbert Nicolas Mahut | Jamie Murray Bruno Soares                 | 4-6, 6-0, [10-6] | Details |
| 18 april      | Barcelona Open Banco Sabadell Barcelona, Spanje ATP World Tour 500 € 2.152.690 - gravel - 48S/28Q/16D                                              | Rafael Nadal                        | Kei Nishikori                             | 6-4, 7-5         | Details |
| 18 april      | Barcelona Open Banco Sabadell Barcelona, Spanje ATP World Tour 500 € 2.152.690 - gravel - 48S/28Q/16D                                              | Bob Bryan Mike Bryan                | Pablo Cuevas Marcel Granollers            | 7-5, 7-5         | Details |
| 18 april      | BRD Năstase Țiriac Trophy Boekarest, Roemenië ATP World Tour 250 € 463.520 - gravel - 28S/32Q/16D                                                  | Fernando Verdasco                   | Lucas Pouille                             | 6-3, 6-2         | Details |
| 18 april      | BRD Năstase Țiriac Trophy Boekarest, Roemenië ATP World Tour 250 € 463.520 - gravel - 28S/32Q/16D                                                  | Florin Mergea Horia Tecău           | Chris Guccione André Sá                   | 7-5, 6-4         | Details |
| 25 april      | BMW Open by FWU AG München, Duitsland ATP World Tour 250 € 463.520 - gravel - 28S/32Q/16D                                                          | Philipp Kohlschreiber               | Dominic Thiem                             | 7-6, 4-6, 7-6    | Details |
| 25 april      | BMW Open by FWU AG München, Duitsland ATP World Tour 250 € 463.520 - gravel - 28S/32Q/16D                                                          | Henri Kontinen John Peers           | Juan Sebastián Cabal Robert Farah Maksoud | 6-3, 3-6, [10-7] | Details |
| 25 april      | Millennium Estoril Open Cascais, Portugal ATP World Tour 250 € 463.520 - gravel - 28S/32Q/16D                                                      | Nicolás Almagro                     | Pablo Carreño Busta                       | 6-7, 7-6, 6-3    | Details |
| 25 april      | Millennium Estoril Open Cascais, Portugal ATP World Tour 250 € 463.520 - gravel - 28S/32Q/16D                                                      | Eric Butorac Scott Lipsky           | Łukasz Kubot Marcin Matkowski             | 6-4, 3-6, [10-8] | Details |
| 25 april      | TEB BNP Paribas Istanbul Open Istanbul, Turkije ATP World Tour 250 € 426.530 - gravel - 28S/32Q/16D                                                | Diego Schwartzman                   | Grigor Dimitrov                           | 6-7, 7-6, 6-0    | Details |
| 25 april      | TEB BNP Paribas Istanbul Open Istanbul, Turkije ATP World Tour 250 € 426.530 - gravel - 28S/32Q/16D                                                | Flavio Cipolla Dudi Sela            | Andrés Molteni Diego Schwartzman          | 6-3, 5-7, [10-7] | Details |

### Mei
| Toernooistart | Toernooi                                                                                                | Winnaar(s)                                | Finalist(en)                | Uitslag finale     | Details |
| ------------- | --- | ----------------------------------------- | --------------------------- | ------------------ | ------- |
| 2 mei         | Mutua Madrid Open Madrid, Spanje ATP World Tour Masters 1000 € 4.771.360 - gravel - 56S/28Q/24D         | Novak Đoković                             | Andy Murray                 | 6-2, 3-6, 6-3      | Details |
| 2 mei         | Mutua Madrid Open Madrid, Spanje ATP World Tour Masters 1000 € 4.771.360 - gravel - 56S/28Q/24D         | Jean-Julien Rojer Horia Tecău             | Rohan Bopanna Florin Mergea | 6-4, 7-6           | Details |
| 9 mei         | Internazionali BNL d'Italia Rome, Italië ATP World Tour Masters 1000 € 3.748.925 - gravel - 56S/28Q/24D | Andy Murray                               | Novak Đoković               | 6-3, 6-3           | Details |
| 9 mei         | Internazionali BNL d'Italia Rome, Italië ATP World Tour Masters 1000 € 3.748.925 - gravel - 56S/28Q/24D | Bob Bryan Mike Bryan                      | Vasek Pospisil Jack Sock    | 2-6, 6-3, [10-7]   | Details |
| 16 mei        | Open de Nice Côte d’Azur Nice, Frankrijk ATP World Tour 250 € 463.520 - gravel - 28S/32Q/16D            | Dominic Thiem                             | Alexander Zverev            | 6-4, 3-6, 6-0      | Details |
| 16 mei        | Open de Nice Côte d’Azur Nice, Frankrijk ATP World Tour 250 € 463.520 - gravel - 28S/32Q/16D            | Juan Sebastián Cabal Robert Farah Maksoud | Mate Pavić Michael Venus    | 4-6, 6-4, [10-8]   | Details |
| 16 mei        | Banque Eric Sturdza Geneva Open Genève, Zwitserland ATP World Tour 250 € 499.645 - gravel - 28S/32Q/16D | Stanislas Wawrinka                        | Marin Čilić                 | 6-4, 7-6           | Details |
| 16 mei        | Banque Eric Sturdza Geneva Open Genève, Zwitserland ATP World Tour 250 € 499.645 - gravel - 28S/32Q/16D | Steve Johnson Sam Querrey                 | Raven Klaasen Rajeev Ram    | 6-4, 6-1           | Details |
| 22 mei 30 mei | Roland Garros Parijs, Frankrijk Grand Slam € 14.880.000 - gravel 128S/128Q/64D/32X                      | Novak Đoković                             | Andy Murray                 | 3-6, 6-1, 6-2, 6-4 | Details |
| 22 mei 30 mei | Roland Garros Parijs, Frankrijk Grand Slam € 14.880.000 - gravel 128S/128Q/64D/32X                      | Feliciano López Marc López                | Bob Bryan Mike Bryan        | 6-4, 6-7, 6-3      | Details |
| 22 mei 30 mei | Roland Garros Parijs, Frankrijk Grand Slam € 14.880.000 - gravel 128S/128Q/64D/32X                      | Martina Hingis Leander Paes               | Sania Mirza Ivan Dodig      | 4-6, 6-4, [10-8]   | Details |

### Juni
| Toernooistart  | Toernooi                                                                                                | Winnaar(s)                          | Finalist(en)                             | Uitslag finale      | Details |
| -------------- | --- | ----------------------------------- | ---------------------------------------- | ------------------- | ------- |
| 6 juni         | Ricoh Open Rosmalen, Nederland ATP World Tour 250 € 566.525 - gras - 28S/32Q/16D                        | Nicolas Mahut                       | Gilles Müller                            | 6-4, 6-4            | Details |
| 6 juni         | Ricoh Open Rosmalen, Nederland ATP World Tour 250 € 566.525 - gras - 28S/32Q/16D                        | Mate Pavić Michael Venus            | Dominic Inglot Raven Klaassen            | 3-6, 6-3, [11-9]    | Details |
| 6 juni         | Mercedes Cup Stuttgart, Duitsland ATP World Tour 250 € 606.525 - gras - 28S/32Q/16D                     | Dominic Thiem                       | Philipp Kohlschreiber                    | 6-7(2), 6-4, 6-4    | Details |
| 6 juni         | Mercedes Cup Stuttgart, Duitsland ATP World Tour 250 € 606.525 - gras - 28S/32Q/16D                     | Marcus Daniell Artem Sitak          | Oliver Marach Fabrice Martin             | 6-7(4), 6-4, [10-8] | Details |
| 13 juni        | Gerry Weber Open Halle, Duitsland ATP World Tour 500 € 1.700.610 - gras - 32S/16Q/16D                   | Florian Mayer                       | Alexander Zverev                         | 6-2, 5-7, 6-3       | Details |
| 13 juni        | Gerry Weber Open Halle, Duitsland ATP World Tour 500 € 1.700.610 - gras - 32S/16Q/16D                   | Raven Klaasen Rajeev Ram            | Łukasz Kubot Alexander Peya              | 7-6(5), 6-2         | Details |
| 13 juni        | Aegon Championships Londen, Verenigd Koninkrijk ATP World Tour 500 € 1.802.745 - gras - 32S/16Q/24D     | Andy Murray                         | Milos Raonic                             | 6-7(5), 6-4, 6-3    | Details |
| 13 juni        | Aegon Championships Londen, Verenigd Koninkrijk ATP World Tour 500 € 1.802.745 - gras - 32S/16Q/24D     | Pierre-Hugues Herbert Nicolas Mahut | Chris Guccione André Sá                  | 6-3, 7-6(5)         | Details |
| 20 juni        | Aegon Open Nottingham Nottingham, Verenigd Koninkrijk ATP World Tour 250 € 648.255 - gras - 48S/32Q/16D | Steve Johnson                       | Pablo Cuevas                             | 7-6(5), 7-5         | Details |
| 20 juni        | Aegon Open Nottingham Nottingham, Verenigd Koninkrijk ATP World Tour 250 € 648.255 - gras - 48S/32Q/16D | Dominic Inglot Daniel Nestor        | Ivan Dodig Marcelo Melo                  | 7-5, 7-6(4)         | Details |
| 27 juni 4 juli | Wimbledon Londen, Verenigd Koninkrijk Grand Slam £ 13.163.000 - gras 128S/128Q/64D/16Q/48X              | Andy Murray                         | Milos Raonic                             | 6-4, 7-6(3), 7-6(2) | Details |
| 27 juni 4 juli | Wimbledon Londen, Verenigd Koninkrijk Grand Slam £ 13.163.000 - gras 128S/128Q/64D/16Q/48X              | Pierre-Hugues Herbert Nicolas Mahut | Julien Benneteau Édouard Roger-Vasselin  | 6-4, 7-6(1), 6-3    | Details |
| 27 juni 4 juli | Wimbledon Londen, Verenigd Koninkrijk Grand Slam £ 13.163.000 - gras 128S/128Q/64D/16Q/48X              | Heather Watson Henri Kontinen       | Anna-Lena Grönefeld Robert Farah Maksoud | 7-6(5), 6-4         | Details |

### Juli
| Toernooistart | Toernooi                                                                                                   | Winnaar(s)                                                                                               | Finalist(en)                       | Uitslag finale          | Details |
| ------------- | --- | --- | ---------------------------------- | ----------------------- | ------- |
| 11 juli       | Davis Cup (kwartfinale)                                                                                    | Verenigd Koninkrijk 3-2 Servië Argentinië 3-1 Italië Frankrijk 3-1 Tsjechië Kroatië 3-2 Verenigde Staten |                                    |                         | Details |
| 11 juli       | German Tennis Championships 2016 Hamburg, Duitsland ATP World Tour 500 € 1.388.830 - gravel - 32S/16Q/16D  | Martin Kližan                                                                                            | Pablo Cuevas                       | 6-1, 6-4                | Details |
| 11 juli       | German Tennis Championships 2016 Hamburg, Duitsland ATP World Tour 500 € 1.388.830 - gravel - 32S/16Q/16D  | Henri Kontinen John Peers                                                                                | Daniel Nestor Aisam-ul-Haq Qureshi | 7-5, 6-3                | Details |
| 11 juli       | Hall of Fame Tennis Champs Newport, Verenigde Staten ATP World Tour 250 $ 515.025 - gras - 28S/32Q/16D     | Ivo Karlović                                                                                             | Gilles Müller                      | 6-7(2), 7-6(5), 7-6(12) | Details |
| 11 juli       | Hall of Fame Tennis Champs Newport, Verenigde Staten ATP World Tour 250 $ 515.025 - gras - 28S/32Q/16D     | Samuel Groth Chris Guccione                                                                              | Jonathan Marray Adil Shamasdin     | 6-4, 6-3                | Details |
| 11 juli       | SkiStar Swedish Open Båstad, Zweden ATP World Tour 250 € 463.520 - gravel - 28S/32Q/16D                    | Albert Ramos Viñolas                                                                                     | Fernando Verdasco                  | 6-3, 6-4                | Details |
| 11 juli       | SkiStar Swedish Open Båstad, Zweden ATP World Tour 250 € 463.520 - gravel - 28S/32Q/16D                    | Marcel Granollers David Marrero                                                                          | Marcus Daniell Marcelo Demoliner   | 6-2, 6-3                | Details |
| 18 juli       | Citi Open Washington, Verenigde Staten ATP World Tour 500 $ 1.629.475 - hardcourt - 48S/24Q/16D            | Gaël Monfils                                                                                             | Ivo Karlović                       | 5-7, 7-6(6), 6-4        | Details |
| 18 juli       | Citi Open Washington, Verenigde Staten ATP World Tour 500 $ 1.629.475 - hardcourt - 48S/24Q/16D            | Daniel Nestor Édouard Roger-Vasselin                                                                     | Łukasz Kubot Alexander Peya        | 7-6(3), 7-6(4)          | Details |
| 18 juli       | Konzum Croatia Open Umag Umag, Kroatië ATP World Tour 250 € 463.520 - gravel - 28S/32Q/16D                 | Fabio Fognini                                                                                            | Andrej Martin                      | 6-4, 6-1                | Details |
| 18 juli       | Konzum Croatia Open Umag Umag, Kroatië ATP World Tour 250 € 463.520 - gravel - 28S/32Q/16D                 | Martin Kližan David Marrero                                                                              | Nikola Mektić Antonio Šančić       | 6-4, 6-2                | Details |
| 18 juli       | Crédit Agricole Suisse Open Gstaad Gstaad, Zwitserland ATP World Tour 250 € 463.520 - gravel - 28S/32Q/16D | Feliciano López                                                                                          | Robin Haase                        | 6-4, 7-5                | Details |
| 18 juli       | Crédit Agricole Suisse Open Gstaad Gstaad, Zwitserland ATP World Tour 250 € 463.520 - gravel - 28S/32Q/16D | Julio Peralta Horacio Zeballos                                                                           | Mate Pavić Michael Venus           | 7-6(2), 6-2             | Details |
| 18 juli       | Generali Open Kitzbühel, Oostenrijk ATP World Tour 250 € 463.520 - gravel - 28S/26Q/16D                    | Paolo Lorenzi                                                                                            | Nikoloz Basilasjvili               | 6-3, 6-4                | Details |
| 18 juli       | Generali Open Kitzbühel, Oostenrijk ATP World Tour 250 € 463.520 - gravel - 28S/26Q/16D                    | Wesley Koolhof Matwé Middelkoop                                                                          | Dennis Novak Dominic Thiem         | 2-6, 6-3, [11-9]        | Details |
| 25 juli       | Coupe Rogers Toronto, Canada ATP World Tour Masters 1000 $ 4.289.740 - hardcourt - 56S/28Q/24D             | Novak Đoković                                                                                            | Kei Nishikori                      | 6-3, 7-5                | Details |
| 25 juli       | Coupe Rogers Toronto, Canada ATP World Tour Masters 1000 $ 4.289.740 - hardcourt - 56S/28Q/24D             | Ivan Dodig Marcelo Melo                                                                                  | Jamie Murray Bruno Soares          | 6-4, 6-4                | Details |

### Augustus
| Toernooistart           | Toernooi | Winnaar(s)                            | Finalist(en)                               | Uitslag finale          | Details |
| ----------------------- | --- | ------------------------------------- | ------------------------------------------ | ----------------------- | ------- |
| 1 augustus              | BB&T Atlanta Open Atlanta, Verenigde Staten ATP World Tour 250 $ 618.030 - hardcourt - 28S/32Q/16D                                  | Nick Kyrgios                          | John Isner                                 | 7-6(3), 7-6(4)          | Details |
| 1 augustus              | BB&T Atlanta Open Atlanta, Verenigde Staten ATP World Tour 250 $ 618.030 - hardcourt - 28S/32Q/16D                                  | Andrés Molteni Horacio Zeballos       | Johan Brunström Andreas Siljeström         | 7-6(2), 6-4             | Details |
| 8 augustus              | Olympische Spelen 2016 Rio de Janeiro, Brazilië Olympische Spelen hardcourt - 64S/32D/16X                                           | Andy Murray                           | Juan Martín del Potro                      | 7-5, 4-6, 6-2, 7-5      | Details |
| 8 augustus              | Olympische Spelen 2016 Rio de Janeiro, Brazilië Olympische Spelen hardcourt - 64S/32D/16X                                           | Marc López Rafael Nadal               | Florin Mergea Horia Tecău                  | 6-2, 3-6, 6-4           | Details |
| 8 augustus              | Olympische Spelen 2016 Rio de Janeiro, Brazilië Olympische Spelen hardcourt - 64S/32D/16X                                           | Bethanie Mattek-Sands Jack Sock       | Venus Williams Rajeev Ram                  | 6-7(3), 6-1, [10-7]     | Details |
| 8 augustus              | Abierto Mexicano Los Cabos Cabo San Lucas (Los Cabos), Mexico ATP World Tour 250 $ 721.030 - hardcourt - 28S/32Q/16D                | Ivo Karlović                          | Feliciano López                            | 7-6(5), 6-2             | Details |
| 8 augustus              | Abierto Mexicano Los Cabos Cabo San Lucas (Los Cabos), Mexico ATP World Tour 250 $ 721.030 - hardcourt - 28S/32Q/16D                | Purav Raja Divij Sharan               | Jonathan Erlich Ken Skupski                | 7-6(4), 7-6(3)          | Details |
| 15 augustus             | Western & Southern Open - Cincinnati Cincinnati, Verenigde Staten ATP World Tour Masters 1000 $ 4.362.385 - hardcourt - 56S/28Q/24D | Marin Čilić                           | Andy Murray                                | 6-4, 7-5                | Details |
| 15 augustus             | Western & Southern Open - Cincinnati Cincinnati, Verenigde Staten ATP World Tour Masters 1000 $ 4.362.385 - hardcourt - 56S/28Q/24D | Ivan Dodig Marcelo Melo               | Jean-Julien Rojer Horia Tecău              | 7-6(5), 6-7(5), [10-6]  | Details |
| 22 augustus             | Winston-Salem Open Winston-Salem, Verenigde Staten ATP World Tour 250 $ 639.255 - hardcourt - 48S/32Q/16D                           | Pablo Carreño Busta                   | Roberto Bautista Agut                      | 6-7(6), 7-6(1), 6-4     | Details |
| 22 augustus             | Winston-Salem Open Winston-Salem, Verenigde Staten ATP World Tour 250 $ 639.255 - hardcourt - 48S/32Q/16D                           | Guillermo García López Henri Kontinen | Andre Begemann Leander Paes                | 4-6, 7-6(6), [10-8]     | Details |
| 29 augustus 5 september | US Open New York, Verenigde Staten Grand Slam $ 22.112.700 - hardcourt 128S/128Q/64D/32X                                            | Stanislas Wawrinka                    | Novak Đoković                              | 6–7(1–7), 6-4, 7-5, 6-3 | Details |
| 29 augustus 5 september | US Open New York, Verenigde Staten Grand Slam $ 22.112.700 - hardcourt 128S/128Q/64D/32X                                            | Jamie Murray Bruno Soares             | Pablo Carreño Busta Guillermo García López | 6-2, 6-3                | Details |
| 29 augustus 5 september | US Open New York, Verenigde Staten Grand Slam $ 22.112.700 - hardcourt 128S/128Q/64D/32X                                            | Laura Siegemund Mate Pavić            | Coco Vandeweghe Rajeev Ram                 | 6-4, 6-4                | Details |

### September
| Toernooistart | Toernooi                                                                                                | Winnaar(s)                                               | Finalist(en)                            | Uitslag finale      | Details |
| ------------- | --- | -------------------------------------------------------- | --------------------------------------- | ------------------- | ------- |
| 12 september  | Davis Cup (halve finales)                                                                               | Argentinië 3-2 Verenigd Koninkrijk Kroatië 3-2 Frankrijk |                                         |                     | Details |
| 19 september  | St. Petersburg Open Sint-Petersburg, Rusland ATP World Tour 250 $ 923.550 - hardcourt (i) - 28S/32Q/16D | Alexander Zverev                                         | Stanislas Wawrinka                      | 6-2, 3-6, 7-5       | Details |
| 19 september  | St. Petersburg Open Sint-Petersburg, Rusland ATP World Tour 250 $ 923.550 - hardcourt (i) - 28S/32Q/16D | Dominic Inglot Henri Kontinen                            | Andre Begemann Leander Paes             | 4-6, 6-3, [12-10]   | Details |
| 19 september  | Moselle Open Metz, Frankrijk ATP World Tour 250 € 463.520 - hardcourt (i) - 28S/32Q/16D                 | Lucas Pouille                                            | Dominic Thiem                           | 7-6(5), 6-2         | Details |
| 19 september  | Moselle Open Metz, Frankrijk ATP World Tour 250 € 463.520 - hardcourt (i) - 28S/32Q/16D                 | Julio Peralta Horacio Zeballos                           | Mate Pavić Michael Venus                | 6-3, 7-6(4)         | Details |
| 26 september  | Chengdu Open Chengdu, China ATP World Tour 250 $ 947.735 - hardcourt - 28S/32Q/16D                      | Karen Chatsjanov                                         | Albert Ramos Viñolas                    | 6-7(4), 7-6(3), 6-3 | Details |
| 26 september  | Chengdu Open Chengdu, China ATP World Tour 250 $ 947.735 - hardcourt - 28S/32Q/16D                      | Raven Klaassen Rajeev Ram                                | Pablo Carreño Busta Mariusz Fyrstenberg | 7-6(2), 7-5         | Details |
| 26 september  | Shenzhen Open Shenzhen, China ATP World Tour 250 $ 641.305 - hardcourt - 28S/32Q/16D                    | Tomáš Berdych                                            | Richard Gasquet                         | 7-6(5), 6-7(2), 6-3 | Details |
| 26 september  | Shenzhen Open Shenzhen, China ATP World Tour 250 $ 641.305 - hardcourt - 28S/32Q/16D                    | Fabio Fognini Robert Lindstedt                           | Oliver Marach Fabrice Martin            | 7-6(4), 6-3         | Details |

### Oktober
| Toernooistart | Toernooi | Winnaar(s)                                | Finalist(en)                        | Uitslag finale      | Details |
| ------------- | --- | ----------------------------------------- | ----------------------------------- | ------------------- | ------- |
| 3 oktober     | China Open Peking, China ATP World Tour 500 $ 2.916.550 - hardcourt - 32S/16Q/16D                             | Andy Murray                               | Grigor Dimitrov                     | 6-4, 7-6(2)         | Details |
| 3 oktober     | China Open Peking, China ATP World Tour 500 $ 2.916.550 - hardcourt - 32S/16Q/16D                             | Pablo Carreño Busta Rafael Nadal          | Jack Sock Bernard Tomic             | 6-7(6), 6-2, [10-8] | Details |
| 3 oktober     | Rakuten Japan Open Tennis Championships Tokio, Japan ATP World Tour 500 $ 1.527.715 - hardcourt - 32S/16Q/16D | Nick Kyrgios                              | David Goffin                        | 4-6, 6-3, 7-5       | Details |
| 3 oktober     | Rakuten Japan Open Tennis Championships Tokio, Japan ATP World Tour 500 $ 1.527.715 - hardcourt - 32S/16Q/16D | Marcel Granollers Marcin Matkowski        | Raven Klaassen Rajeev Ram           | 6−2, 7−6(7−4)       | Details |
| 10 oktober    | Shanghai Rolex Masters Shanghai, China ATP World Tour Masters 1000 $ 5.452.985 - hardcourt - 56S/28Q/24D      | Andy Murray                               | Roberto Bautista Agut               | 7-6(1), 6-1         | Details |
| 10 oktober    | Shanghai Rolex Masters Shanghai, China ATP World Tour Masters 1000 $ 5.452.985 - hardcourt - 56S/28Q/24D      | John Isner Jack Sock                      | Henri Kontinen John Peers           | 6-4, 6-4            | Details |
| 17 oktober    | Kremlin Cup Moskou, Rusland ATP World Tour 250 $ 843.825 - hardcourt (i) - 28S/32Q/16D                        | Pablo Carreño Busta                       | Fabio Fognini                       | 4-6, 6-3, 6-2       | Details |
| 17 oktober    | Kremlin Cup Moskou, Rusland ATP World Tour 250 $ 843.825 - hardcourt (i) - 28S/32Q/16D                        | Juan Sebastián Cabal Robert Farah Maksoud | Julian Knowle Jürgen Melzer         | 7-5, 4-6, [10-5]    | Details |
| 17 oktober    | Stockholm Open Stockholm, Zweden ATP World Tour 250 € 566.525 - hardcourt (i) - 28S/32Q/16D                   | Juan Martín del Potro                     | Jack Sock                           | 7-5, 6-1            | Details |
| 17 oktober    | Stockholm Open Stockholm, Zweden ATP World Tour 250 € 566.525 - hardcourt (i) - 28S/32Q/16D                   | Elias Ymer Mikael Ymer                    | Mate Pavić Michael Venus            | 6-1, 6-1            | Details |
| 17 oktober    | European Open Antwerpen, België ATP World Tour 250 € 566.525 - hardcourt (i) - 28S/32Q/16D                    | Richard Gasquet                           | Diego Schwartzman                   | 7-6(4), 6-1         | Details |
| 17 oktober    | European Open Antwerpen, België ATP World Tour 250 € 566.525 - hardcourt (i) - 28S/32Q/16D                    | Daniel Nestor Édouard Roger-Vasselin      | Pierre-Hugues Herbert Nicolas Mahut | 6-4, 6-4            | Details |
| 24 oktober    | Erste Bank Open Wenen, Oostenrijk ATP World Tour 500 € 1.884.645 - hardcourt (i) - 32S/16Q/16D                | Andy Murray                               | Jo-Wilfried Tsonga                  | 6-3, 7-6(6)         | Details |
| 24 oktober    | Erste Bank Open Wenen, Oostenrijk ATP World Tour 500 € 1.884.645 - hardcourt (i) - 32S/16Q/16D                | Łukasz Kubot Marcelo Melo                 | Oliver Marach Fabrice Martin        | 4-6, 6-3, [13-11]   | Details |
| 24 oktober    | Swiss Indoors Basel Bazel, Zwitserland ATP World Tour 500 € 1.701.320- hardcourt (i) - 32S/16Q/16D            | Marin Čilić                               | Kei Nishikori                       | 6-1, 7-6(7-5)       | Details |
| 24 oktober    | Swiss Indoors Basel Bazel, Zwitserland ATP World Tour 500 € 1.701.320- hardcourt (i) - 32S/16Q/16D            | Marcel Granollers Jack Sock               | Robert Lindstedt Michael Venus      | 6-3, 6-4            | Details |
| 31 oktober    | BNP Paribas Masters Parijs, Frankrijk ATP World Tour Masters 1000 € 3.748.925 - hardcourt (i) - 48S/24Q/24D   | Andy Murray                               | John Isner                          | 6-3, 6-7(4), 6-4    | Details |
| 31 oktober    | BNP Paribas Masters Parijs, Frankrijk ATP World Tour Masters 1000 € 3.748.925 - hardcourt (i) - 48S/24Q/24D   | Henri Kontinen John Peers                 | Pierre-Hugues Herbert Nicolas Mahut | 6-4, 3-6, [10-6]    | Details |

### November
| Toernooistart | Toernooi | Winnaar(s)                | Finalist(en)              | Uitslag finale   | Details       |
| ------------- | --- | ------------------------- | ------------------------- | ---------------- | ------------- |
| 7 november    | Geen toernooi | Geen toernooi             | Geen toernooi             | Geen toernooi    | Geen toernooi |
| 13 november   | Barclay ATP World Tour Finals Londen, Verenigd Koninkrijk ATP World Tour Finals $ 7.500.000 - hardcourt (i) - 8S/8D (RR) | Andy Murray               | Novak Đoković             | 6-3, 6-4         | Details       |
| 13 november   | Barclay ATP World Tour Finals Londen, Verenigd Koninkrijk ATP World Tour Finals $ 7.500.000 - hardcourt (i) - 8S/8D (RR) | Henri Kontinen John Peers | Raven Klaassen Rajeev Ram | 2-6, 6-1, [10-8] | Details       |
| 21 november   | Davis Cup (finale) | Argentinië                | Kroatië                   | 3-2              | Details       |
| 28 november   | Geen toernooi | Geen toernooi             | Geen toernooi             | Geen toernooi    | Geen toernooi |

### December
Geen toernooien

## Overzicht ondergronden
| Januari                  | Januari | Januari | Januari | Februari | Februari | Februari | Februari | Maart | Maart | Maart | Maart | Maart | April | April | April | April | Mei | Mei | Mei | Mei | Juni | Juni | Juni | Juni | Juni | Juli | Juli | Juli | Juli | Augustus | Augustus | Augustus | Augustus | September | September | September | September | September | Oktober | Oktober | Oktober | Oktober | November | November | November | November | December | December | December | December | December |
| ↓ Hardcourt (29 weken) ↓ |         |         |         |          |          |          |          |       |       |       |       |       |       |       |       |       |     |     |     |     |      |      |      |      |      |      |      |      |      |          |          |          |          |           |           |           |           |           |         |         |         |         |          |          |          |          |          |          |          |          |          |
|                          |         |         |         |          |          |          |          |       |       |       |       |       |       |       |       |       |     |     |     |     |      |      |      |      |      |      |      |      |      |          |          |          |          |           |           |           |           |           |         |         |         |         |          |          |          |          |          |          |          |          |          |
| ↓ Gravel (15 weken) ↓    |         |         |         |          |          |          |          |       |       |       |       |       |       |       |       |       |     |     |     |     |      |      |      |      |      |      |      |      |      |          |          |          |          |           |           |           |           |           |         |         |         |         |          |          |          |          |          |          |          |          |          |
|                          |         |         |         |          |          |          |          |       |       |       |       |       |       |       |       |       |     |     |     |     |      |      |      |      |      |      |      |      |      |          |          |          |          |           |           |           |           |           |         |         |         |         |          |          |          |          |          |          |          |          |          |
| ↓ Gras (6 weken) ↓       |         |         |         |          |          |          |          |       |       |       |       |       |       |       |       |       |     |     |     |     |      |      |      |      |      |      |      |      |      |          |          |          |          |           |           |           |           |           |         |         |         |         |          |          |          |          |          |          |          |          |          |
|                          |         |         |         |          |          |          |          |       |       |       |       |       |       |       |       |       |     |     |     |     |      |      |      |      |      |      |      |      |      |          |          |          |          |           |           |           |           |           |         |         |         |         |          |          |          |          |          |          |          |          |          |

|  | = Grandslamtoernooi |  | = Davis Cup (ondergrond bepaald door thuisspelend land) |

## Statistieken toernooien

### Toernooien per ondergrond
| Ondergrond   | Aantal | Buiten/binnen | Aantal |
| ------------ | ------ | ------------- | ------ |
| Hardcourt    | 39     | Buiten        | 23     |
| Hardcourt    | 39     | Binnen        | 16     |
| Gravel       | 22     | Buiten        | 21     |
| Gravel       | 22     | Binnen        | 1      |
| Gras         | 7      | Buiten        | 7      |
| Verschillend | 1      | Verschillend  | 1      |
| Totaal       | 69     |               |        |

### Toernooien per continent
| Continent     | Aantal |
| ------------- | ------ |
| Europa        | 35     |
| Noord-Amerika | 14     |
| Azië          | 8      |
| Oceanië       | 5      |
| Zuid-Amerika  | 5      |
| Afrika        | 1      |
| Verschillend  | 1      |
| Totaal        | 69     |

### Toernooien per land
| Aantal | Land |
| ------ | --- |
| 11     | Verenigde Staten |
| 6      | Frankrijk |
| 4      | Australië, Duitsland, China, Verenigd Koninkrijk |
| 3      | Brazilië, Zwitserland |
| 2      | Mexico, Nederland, Oostenrijk, Rusland, Spanje, Zweden |
| 1      | Argentinië, België, Bulgarije, Canada, Ecuador, Kroatië, India, Italië, Japan, Monaco, Marokko, Nieuw-Zeeland, Portugal, Qatar, Roemenië, Turkije, Verenigde Arabische Emiraten |

### Baansnelheid
| Court Pace Index ATP Masters toernooien + ATP Finals |
| ---------------------------------------------------- |
|                                                      |
| ■ Traag ■ Medium traag ■ Medium ■ Medium snel ■ Snel |

Bron: Court Pace Index: Tennis court speeds Tennis Warehouse Forum